# Giulia Pollini
Giulia Pollini (Como, 8 marzo 1988) è una canottiera italiana.
Nelle competizioni internazionali, ha ottenuto due medaglie di bronzo a livello mondiale e una medaglia d'oro e una d'argento ai campionati europei con vari scafi (due di coppia e quattro di coppia, pesi leggeri). Negli ultimi anni di carriera ha gareggiato come singolarista ma senza nessuna affermazione a livello internazionale.

## Palmarès
| Anno | Manifestazione | Sede             | Evento                         | Risultato | Note |
| ---- | -------------- | ---------------- | ------------------------------ | --------- | ---- |
| 2010 | Europei        | Montemor-o-Velho | Quattro di coppia pesi leggeri | Oro       |      |
| 2012 | Europei        | Varese           | Due di coppia                  | Argento   |      |
| 2012 | Mondiali       | Plovdiv          | Quattro di coppia pesi leggeri | Bronzo    |      |
| 2013 | Mondiali       | Chungju          | Quattro di coppia pesi leggeri | Bronzo    |      |